# Přírodní a kulturně historická oblast Kotor
Přírodní a kulturně historická oblast Kotor byla v roce 1979 zapsána na seznam světového dědictví UNESCO. Nachází se v Černé Hoře a zahrnuje staré město Kotor, kotorské opevnění a okolí kotorského zálivu v Boce Kotorské.

## Popis

### Staré město Kotor
Staré město je obklopené středověkými městskými hradbami o délce 4,5 km, výšce až 20 m a šířce až 15 m, které ho spojují s pevností sv. Jana (Tvrdjava sv. Ivan) na strmém kopci nad městem o výšce 260 m n. m. Město je tvořeno charakteristickou středověkou urbanistickou sítí úzkých uliček a nepravidelných náměstí, s nádhernými kostely i paláci v románském, gotickém, renesančním i barokním slohu. Město bylo těžce poškozen zemětřesením 15. dubna 1979, tato skutečnost je také napsána na Seznamu nebezpečí z roku 1979. Po rozsáhlé rekonstrukci bylo toto místo ze seznamu roku 2003 vyňato.
- původně románská katedrála sv. Tripuna (Sv. Tripun) – patron města, několikrát přestavovaná především ve 12. – 17. stol., hlavně z důvodu poškození následkem zemětřesení
- kostel sv. Lukáše (Sv. Luka) z 12. stol., postavený v čase vlády Nemanjićů
- románský kostel Panny Marie (Sv. Marija Koleđata) – kolegiáta z roku 1221
- románsko-gotický kostel sv. Michała (Sv. Mihovil), postavený na zříceninách benediktinského kláštera, s malbami ze 14. stol. a freskami z 15. stol.
- kostel sv. Anny (Sv. Ana) z přelomu 12. – 13. stol., fresky z 15. stol.
- kostel sv. Pavla (Sv. Pavao) z 13. stol.
- kostel sv. Mikuláše (Sv. Nikola), s početnými vzácnými ikonami
- kostel sv. Kláry (Sv. Klara), s výjimečně krásným mramorovým oltářem
- kostel sv. Josefa (Sv. Josip) s klášterem františkánů
- kostel Matky Boží od zdraví (Gospa od zdravlja) – v pásu městských hradeb
- obytné domy ze 14. – 17. stol.
- hodinová věž ze 16. stol.

- paláce:
- gotický palác Drago (Palata Drago) z 15. stol.
- palác městské rady (Gradska vijećnica) z roku 1762
- palác Bizanti (Palata Bizanti) ze 17. stol.
- palác Grgurin (Palata Grgurin) s Mořským muzeem

- brány:

- Mořská brána (Morska vrata)
- Jižní brána (Vrata od Gurdića) – nejstarší
- Severní brána (Sjeverna vrata) – renesanční

### Kotorské opevnění
Opevnění se skládá ze systému obranných vojenských staveb na ochranu středověkého města Kotoru. Patří mezi ně městské hradby s branami a baštami, valy, hrad sv. Jana a podpůrné struktury. Zatímco některé stavby se datují do doby římské a byzantské, byla většina opevnění postavených za benátské vlády, později byly některé úpravy provedeny Rakušany. Opevnění jsou nejvýznamnějším aspektem kotorského světového kulturního dědictví.

### Region Kotor
Součástí dědictví je i region Boky Kotorske s okolními horami a městy, zejména Risan a Perast (a samozřejmě Kotor). Významné jsou také ostrůvek Sv. Jiří (Sveti Đorđe) ostrov Panny Marie ze skal (Gospa od Škrpijela).

## Ochrana
Památky čelí nejrůznějším nebezpečím. Přírodní nebezpečí, jako je eroze a zemětřesení, zůstane vždy hrozbou. Nejmarkantnější je však dopad lidské činnosti.
Kotorská rezervace a celé okolí Boky Kotorské patří k nejnavštěvovanějším místům na Balkáně.

## Galerie

Přírodní a kulturně historická oblast Kotor
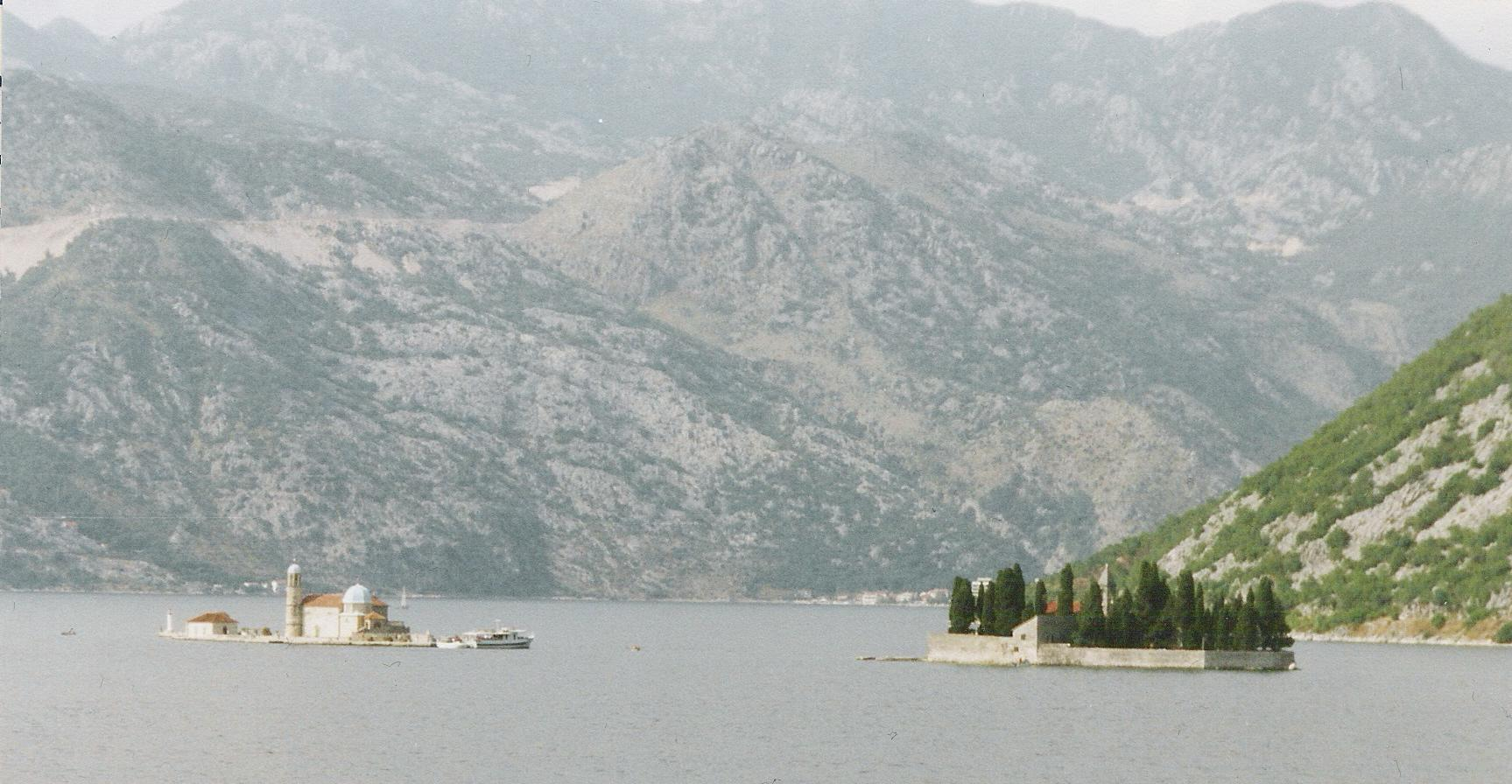
Snímek Ostrova Panny Marie ze skal (vpravo) a ostrůvku Sv. Jiřího (vlevo)
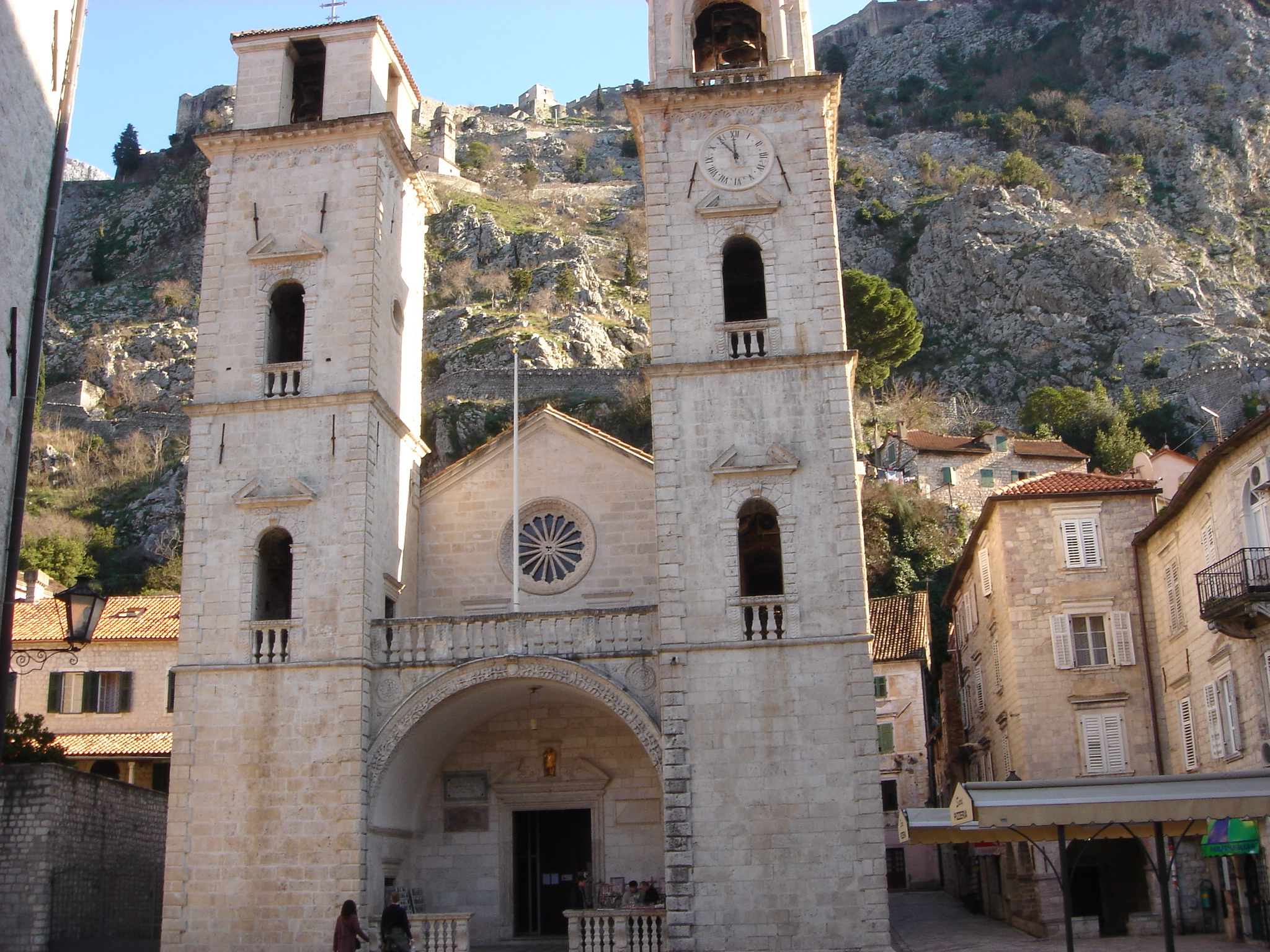
Kostel sv. Tripuna
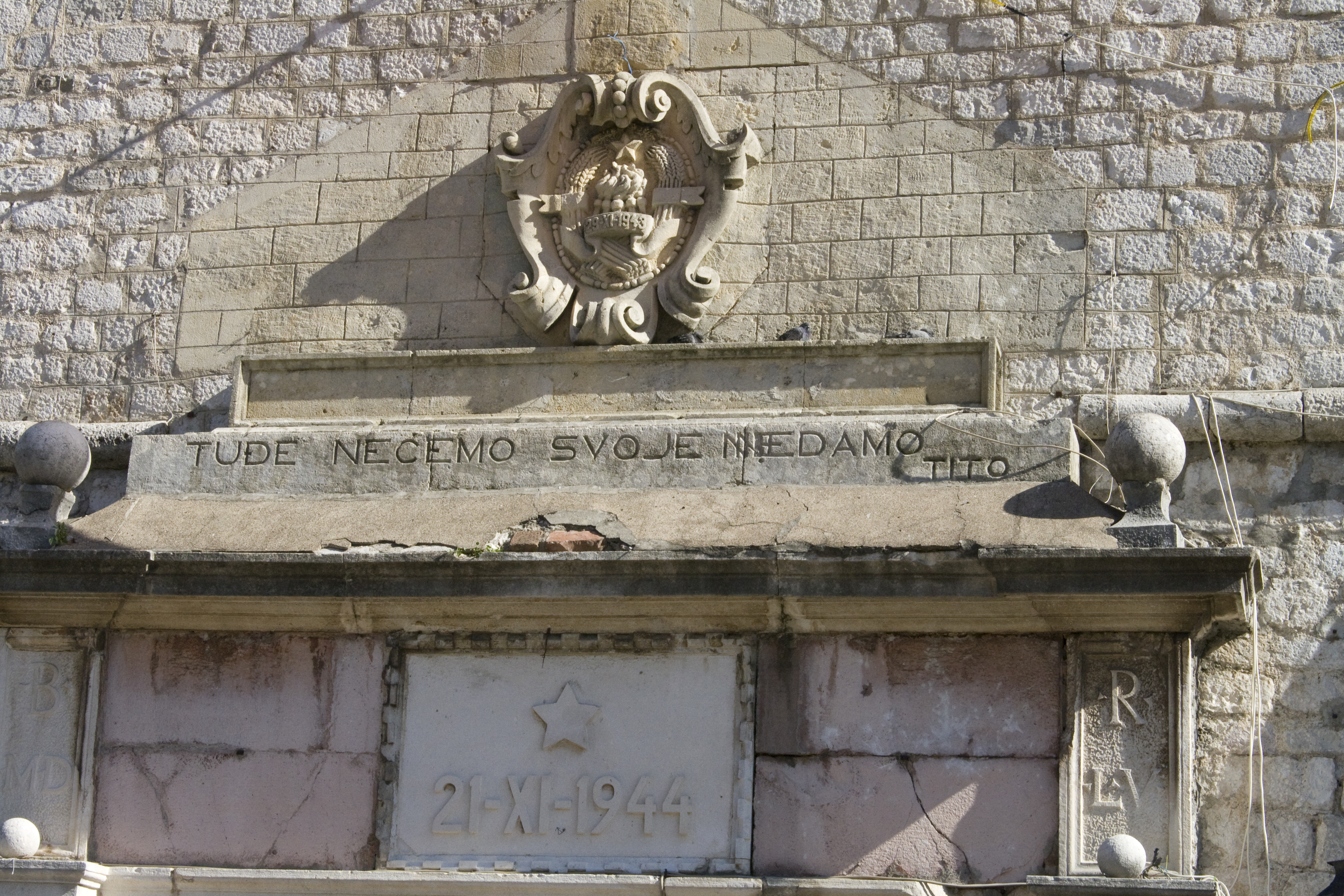
Vstupní brána do starého města kotorského s nápisem "Cizi nechceme, naše nedáme"